# Deromecus fulvus
Deromecus fulvus is een keversoort uit de familie kniptorren (Elateridae). De wetenschappelijke naam van de soort is voor het eerst geldig gepubliceerd in 1907 door Fleutiaux.